# Unterricht Biologie
Die Zeitschrift Unterricht Biologie (kurz UB) ist eine Fachzeitschrift für das Unterrichtsfach Biologie im deutschsprachigen Raum. Die erste Ausgabe erschien im September 1976. Die Zeitschrift liefert Biologielehrern sowohl fachliche Grundlagen als auch didaktisch und methodisch aufgearbeitete Materialien für einen modernen Biologieunterricht in der Sekundarstufe I und II.
Unterricht Biologie wird herausgegeben vom Friedrich Verlag in Verbindung mit Biologiedidaktikern und Biologiedidaktikerinnen sowie Biologielehrern und Biologielehrerinnen. Zu den Erstherausgebern zählen Peter Drutjons, Dieter Eschenhagen, Gerhard Glombeck, Joachim Knoll, Franz Moisl, Horst Werner und Gerhard Winkel. Zurzeit gehören dem Herausgeberkreis an: Ute Harms, Wilfried Probst, Steffen Schaal, Wolfgang Ruppert, Holger Weitzel, Monika Aufleger und Julia Schwanewedel. Zum Beraterkreis gehören Karla Etschenberg und Ulrich Kattmann (Stand: 1. Feb. 2014).

## Konzeption
Die Zeitschrift erscheint 5 Mal im Jahr mit je einem Themenheft für Lehrer und einem Kompakt für Schüler. Jedes Themenheft enthält einen Basisartikel, der grundlegende Fachinformationen zum jeweiligen Heftthema liefert, sowie mehrere Unterrichtsmodelle mit Materialien und konkreten Vorschlägen für den Biologieunterricht. Verfasst werden die Unterrichtsmodelle von Lehrern auf der Basis eigener Unterrichtserfahrungen. In der Rubrik „Aufgaben pur“ werden Aufgaben für Lernzielüberprüfungen angeboten. Das Magazin enthält Rezensionen, Kurzmeldungen und Terminhinweise.